# Кастрат (Куршумлија)
Кастрат је насеље у Србији у општини Куршумлија у Топличком округу. Према попису из 2011. године у насељу је живело 229 становника а  2022. било је 190 становника (према попису из 1991. било је 285 становника).
У близини Кастрата, налазе се остаци тврђаве Марина Кула, из XV века. Овде се налази Маркова црква у Кастрату.
Насеље је удаљено 4 км од Куршумлије.

## Демографија
У насељу Кастрат живи 227 пунолетних становника, а просечна старост становништва износи 44,7 година (45,5 код мушкараца и 44,0 код жена). У насељу има 98 домаћинстава, а просечан број чланова по домаћинству је 2,72.
Ово насеље је великим делом насељено Србима (према попису из 2002. године), а у последња три пописа, примећен је пад у броју становника.
|  |

| Демографија | Демографија | Демографија |
| Година      | Становника  | Становника  |
| ----------- | ----------- | ----------- |
| 1948.       | 568         |             |
| 1953.       | 620         |             |
| 1961.       | 523         |             |
| 1971.       | 366         |             |
| 1981.       | 475         |             |
| 1991.       | 285         | 285         |
| 2002.       | 267         | 267         |

| Етнички састав према попису из 2002.‍ | Етнички састав према попису из 2002.‍ | Етнички састав према попису из 2002.‍ | Етнички састав према попису из 2002.‍ | Етнички састав према попису из 2002.‍ |
| ------------------------------------ | ------------------------------------ | ------------------------------------ | ------------------------------------ | ------------------------------------ |
|                                      |                                      |                                      |                                      |                                      |
| Срби                                 | Срби                                 |                                      | 266                                  | 99,62%                               |
| непознато                            | непознато                            |                                      | 1                                    | 0,37%                                |

| Година пописа     | 1948. | 1953. | 1961. | 1971. | 1981. | 1991. | 2002. |
| ----------------- | ----- | ----- | ----- | ----- | ----- | ----- | ----- |
| Број домаћинстава | 85    | 96    | 103   | 87    | 129   | 84    | 98    |

| Број чланова      | 1  | 2  | 3  | 4  | 5 | 6 | 7 | 8 | 9 | 10 и више | Просек |
| ----------------- | -- | -- | -- | -- | - | - | - | - | - | --------- | ------ |
| Број домаћинстава | 28 | 26 | 12 | 17 | 9 | 4 | 2 | 0 | 0 | 0         | 2,72   |

| Пол    | Укупно | Неожењен/Неудата | Ожењен/Удата | Удовац/Удовица | Разведен/Разведена | Непознато |
| ------ | ------ | ---------------- | ------------ | -------------- | ------------------ | --------- |
| Мушки  | 118    | 36               | 70           | 10             | 2                  | 0         |
| Женски | 124    | 30               | 69           | 24             | 0                  | 1         |
| УКУПНО | 242    | 66               | 139          | 34             | 2                  | 1         |

| Пол    | Укупно                    | Пољопривреда, лов и шумарство | Рибарство                            | Вађење руде и камена | Прерађивачка индустрија       |
| ------ | ------------------------- | ----------------------------- | ------------------------------------ | -------------------- | ----------------------------- |
| Мушки  | 47                        | 6                             | 0                                    | 0                    | 25                            |
| Женски | 16                        | 1                             | 0                                    | 0                    | 9                             |
| УКУПНО | 63                        | 7                             | 0                                    | 0                    | 34                            |
| Пол    | Производња и снабдевање   | Грађевинарство                | Трговина                             | Хотели и ресторани   | Саобраћај, складиштење и везе |
| Мушки  | 0                         | 2                             | 1                                    | 3                    | 4                             |
| Женски | 0                         | 0                             | 2                                    | 1                    | 0                             |
| УКУПНО | 0                         | 2                             | 3                                    | 4                    | 4                             |
| Пол    | Финансијско посредовање   | Некретнине                    | Државна управа и одбрана             | Образовање           | Здравствени и социјални рад   |
| Мушки  | 0                         | 0                             | 3                                    | 0                    | 0                             |
| Женски | 0                         | 0                             | 2                                    | 0                    | 1                             |
| УКУПНО | 0                         | 0                             | 5                                    | 0                    | 1                             |
| Пол    | Остале услужне активности | Приватна домаћинства          | Екстериторијалне организације и тела | Непознато            | Непознато                     |
| Мушки  | 0                         | 0                             | 0                                    | 3                    | 3                             |
| Женски | 0                         | 0                             | 0                                    | 0                    | 0                             |
| УКУПНО | 0                         | 0                             | 0                                    | 3                    | 3                             |